# Ulleres de tisora

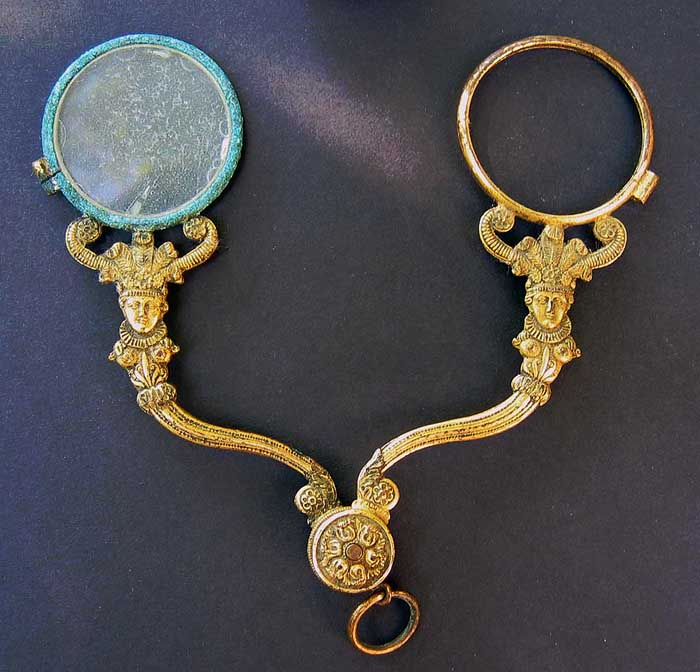
Ulleres de tisora daurades de l'Imperi francès c.1805

Ulleres de tisora (o ulleres de tija) són unes ulleres, que normalment s'utilitzen per corregir la visió a distància, muntades en tiges de tipus tisora en lloc de les tiges d'orella com les ulleres modernes..
La invenció de les ulleres de tisora va resoldre el problema del monocle, que als no acostumats els causava molèsties a l'ull, ja que proporcionava dues lents en un marc en forma de "Y" que no calia aguantar dins la cavitat de l'ull. Normalment, tenien un anell al final del mànec de manera que podien ser penjades en una cinta o cadena d'or al voltant del coll.
Alguns exemples elegants, sovint daurats i ornamentats, es van fer comuns entre els membres de la societat francesa i alemanya més de moda a la segona meitat del segle xviii.. George Washington, Lafayette i Napoleó van utilitzar ulleres de tisora. En francès es diuen binocles o binocles-ciseaux i les ulleres de tisora franceses són més delicades, ornamentades part de ser un accessori a la moda, que les fetes en altres parts d'Europa. Els impertinents poden haver-se desenvolupat a partir de les ulleres de tisora.